# エンド・オブ・トンネル
『エンド・オブ・トンネル』（スペイン語: Al final del túnel、英題：At the End of the Tunnel）は、ロドリゴ・グランデ監督による2016年のアルゼンチンの犯罪スリラー映画。
本作は、2017年のシアトル国際映画祭で最優秀作品賞を受賞した。
日本では、「未体験ゾーンの映画たち2017」にて上映された。

## キャスト
- ホアキン - レオナルド・スバラグリア
- ガレリト - パブロ・エチャリ（英語版）
- ベルタ - クララ・ラゴ
- ベティ - Uma Salduende
- ズルド - ハビエル・ゴディーノ（英語版）
- グットマン - フェデリコ・ルッピ（英語版）

## 製作
本作は、アルゼンチン資本と（程度は少ないが）スペイン資本のもとで製作された。出演者の一人、パブロ・エチャリは、自身の会社「アルボル・コンテニドス」を設立し、プロデューサー業に進出した。脚本も担当した監督は、ストーリーボード方式で5年がかりで脚本を練り上げた。
「屋外での2シーンを除いて、主人公の家、強盗団が隠れる地下室、そして50メートルのトンネルまで、実寸大で全てスタジオに再現した」と、製作関係者は口を揃える。
主要キャストの女性を演じるのは、『オチョ・アペリードス・バスコス』とその続編『オチョ・アペリードス・カタラネス』の主人公であるスペインの女優、クララ・ラゴである。ラゴが演じる"ベルタ"はリオプラテンセ・スペイン語を話すが、これは彼女が短期間で習得したものである。ロドリゴ・グランデ監督は次のように説明している。「撮影の2週間前に到着したクララは、伝統的なアクセントを持っていました。しかし、その2週間後にはアルゼンチンのスペイン語を話していたのです。凄いことです。彼女はたった4日間コーチをつけただけで、あとは自分で対処していました」。